# Потапов, Михаил Иванович
Михаи́л Ива́нович Пота́пов (3 [16] октября 1902 — 26 января 1965) — советский военачальник, генерал-полковник (9.05.1961). В первые месяцы Великой Отечественной войны командовал 5-й армией. С сентября 1941 по апрель 1945 года находился в германском плену. После войны продолжил службу в рядах Советской Армии.

## Биография
Родился 3 (16) октября 1902 года в селе Мочалово (ныне — Юхновского района Калужской области) в зажиточной семье. В Красной Армии с 1920 года.
В 1925 году окончил военно-химические курсы усовершенствования начсостава. С 1926 года состоял в ВКП(б). В 1936 году успешно окончил Военную академию механизации и моторизации РККА.
За время с 1923 и до 1941 года прошёл службу в должностях: командира взвода, эскадрона, начальника химической службы полка, помощника начальника штаба, начальника штаба полка, командира полка, бригады, корпуса. В 1939 году участвовал в боях в районе реки Халхин-Гол (Монголия) в должности заместителя командующего 1-й армейской группой (командующий — Г. К. Жуков). До начала 1941 года командовал 4-м механизированным корпусом в Киевском Особом военном округе. С начала 1941 года — командующий 5-й армией в звании генерал-майора танковых войск в том же округе.
В июне 1941 года 5-й армия М. И. Потапова принимала участие в составе Юго-Западного фронта в битве за Дубно-Луцк-Броды. Понеся значительные потери, особенно в танках, 5-я армия отошла в Коростеньский укрепрайон, где продолжала вести оборонительные бои и постоянно угрожала с севера немецким войскам, штурмующим Киев. 20 августа по приказу командующего Юго-Западным фронтом М. П. Кирпоноса 5-й армия под командованием М. И. Потапова отошла за Днепр, организовав оборону по его левому берегу на рубеже Лоев-Окуниново, одновременно прикрывая Чернигов с севера, где под напором 2-й немецкой армии из района Гомеля откатывалась на запад 21-я армия.

Могила Потапова на Москвы.

Вследствие несогласованности действий между руководством 5-й армии М. И. Потапова и 37-й армии А. А. Власова, противнику удалось захватить плацдарм на левом берегу Днепра в районе деревни Окуниново с невзорванным мостом. Это отвлекло значительные силы 5-й армии, которая вместо усиления обороны на севере была вынуждена контратаковать Окуниновский плацдарм. М. И. Потапов сосредоточил на этом участке до 30 % всех сил армии, что привело к ослаблению обороны на других участках. 28 августа на северном участке обороны 5-й армии 2-я немецкая армия начала наступление на Чернигов. Обескровленные в предыдущих боях, части 5-й армии не смогли удержать город и отошли за Десну. В сентябре 1941 года в последние часы перед пленом сражался врукопашную, но был тяжело ранен осколком снаряда и потерял сознание.
Находясь на стыке немецких групп армий, 5-й армия под командованием Потапова постоянно в течение первых месяцев войны представляла реальную угрозу немецким группе армий «Центр» и группе армий «Юг». Потапов показал себя умелым командующим, способным быстро перегруппировать войска для внезапного удара, выстроить стойкую оборону и умело нанести контрудар.
Входя в состав Юго-Западного фронта, 5-я армия под командованием Потапова участвовала в приграничном сражении, вела оборонительные бои на государственной границе южнее Бреста, затем в районах Ковеля, Дубно, Ровно, Житомира. В последующем армия упорно оборонялась на позициях Коростеньского укрепленного района, с 7 июля участвовала в Киевской оборонительной операции, сражаясь с превосходящими силами противника на киевском направлении. В этих боях войска армии понесли тяжелые потери и значительная часть из них попала в окружение. При выходе из окружения М.И. Потапов попал в плен.
В немецком плену Потапов находился до апреля 1945 года, где держался мужественно и с достоинством. На допросах он рассказал об уже завершившихся боевых действиях своей армии в первые месяцы войны, но уклонился от ответов на все вопросы о боевых действиях в текущее время и о планах командования. На первом же допросе заявил, что война не будет прекращена, даже если немцы дойдут до Урала. Немецкие следователи отметили, что Потапов "держался с достоинством", а "по вопросам стратегического свойства ссылался на свою неосведомленность". Содержался в лагерях Хаммельбург (Stalag XIII C), Хохенштейн (Stalag I B), Вайсенбург (Ilag XIII), Моосбург (Stalag VII А).
Сталин высоко оценил мужество, стойкость и отвагу Потапова, который был восстановлен на военной службе без какого-либо поражения в правах и продолжал расти по службе. В 1947 году он окончил Высшие академические курсы при Военной академии Генштаба. В 1954 году принимал активное участие в учениях по применению атомного оружия, проводившихся на Тоцком полигоне.
С августа 1954 по апрель 1958 — командующий 5-й армией на Дальнем Востоке. В 1958—1965 годах был первым заместителем командующего войсками Одесского военного округа. В 1961 году присвоено звание генерал-полковника.
Умер 26 января 1965 года. По мнению маршала К. Е. Ворошилова, причиной смерти стало ошибочное решение о проведении лучевой терапии по поводу кожного новообразования.

## Награды
- 2 ордена Ленина (05.11.1946, 09.08.1957)[6]
- 3 ордена Красного Знамени (29.08.1939, 06.05.1946, 05.11.1950)
- Орден Красной Звезды (22.02.1941)
- медали

## Память
- Именем генерала М. И. Потапова названы улицы в Житомире, Луцке, Юхнове, а также один из парков Киева.
- В Одессе, на доме № 35/37 по улице Ришельевской, где проживал генерал Потапов, была установлена мемориальная доска в его честь.